# Alt Bukow
Alt Bukow település Németországban, Mecklenburg-Elő-Pomeránia tartományban. Lakosainak száma 516 fő (2023. december 31.).

## A település részei
- Alt Bukow
- Bantow
- Questin
- Teschow (állomással a Wismar–Rostock-vasútvonalon)

## Népesség
A település népességének változása:
| Lakosok száma | 465  | 474  | 507  | 508  | 516  |
|               | 2017 | 2019 | 2021 | 2022 | 2023 |